# A holland labdarúgó klubcsapatok nemzetközi eredményei
A holland klublabdarúgásban az 1897/98-as szezonban írták ki először a bajnokságot. Viszont 60 éven keresztül csupán amatőr csapatok szerepeltek benne, egészen az 1956/57-es szezonig. Ezen szezon előtti nyáron vezették be Hollandiában az igazi profi labdarúgást mivel ekkor hozták létre a jelenleg is futó első osztályt, az Eredivisiet.
Egészen addig amíg amatőr csapatként voltak nyilvántartva, nem maradtak le sok tornáról. Csupán a Vásárvárosok kupájának első kiírását rendezték meg előtte – 1955 és 1958 között –, amin még nem indulhattak. A legmagasabb szintű kupasorozatot, a BEK-et az 1955/56-os szezonban rendezték meg először és itt már megvolt a joguk a szereplésre amatőr csapatként is. Az első csapat amely képviselhette hazáját a nemzetközi porondon, a PSV Eindhoven volt. Az első ellenfél pedig az osztrák Rapid Wien volt, akik ki is ejtették már az első fordulóban a PSV csapatát.
Az első 13 szezonban még semmi nagyobb eredményt nem ért el egyik holland csapat sem a nemzetközi porondon. Aztán az 1968/69-es szezonban az AFC Ajax bejutott a BEK-döntőbe ahol kikapott. Ez volt a felvezető és a következő szezontól pedig beindult a holland klubfoci európai aranykorszaka. A következő 10 szezonban is minden tornán indultak a holland klubok és összesen 10 kupagyőzelmet szereztek, amelynek a legtöbbjét (összesen 6-ot) az AFC Ajax csapata szerezte. Lehetett volna több is de az Ajax két interkontinentális kupán nem indult el. Aztán újra 10 szezont kellett várni a következő tornagyőzelemhez amiket még a 90-es évek közepén egy újabb jó szezon követett. Máig az utolsó holland nemzetközi sikert a Feyenoord szerezte a 2000-es évek elején.
A holland csapatok hátránya a legtöbb európai bajnokság csapataival szemben mindig is a pénz volt. Az első néhány évtizedben ez még olyan nagyon nem látszódott de aztán a 90-es évek közepétől nagyot nőtt az anyagi különbség a bajnokságok csapatai között. Ezt az ún. Bosman-szabály segítette elő. A holland bajnokság sosem volt a gazdag szponzorok hazája és a TV-közvetítési jogokért sem kapnak olyan sok pénzt a csapatok. Ennek ellenére a holland klublabdarúgás az egyik legsikeresebb Európában. Az eddigi 17 sikernek köszönhetően jelenleg az 5. helyen állnak a ranglistán. Csupán 4 bajnokság (spanyol, olasz, angol, német) előzi őket meg. Mindezt annak köszönhetik amit már az elejétől kezdve nagyon jól csinálnak, az utánpótlás nevelés.
Eddig csupán 3 olyan klub van Hollandiában, amelyeknek sikerült nemzetközi tornát nyerniük. Ezen klubok az AFC Ajax, a Feyenoord és a PSV Eindhoven. A hazai bajnokságban is ők tartják a rekordot. Közülük kiemelkedik az AFC Ajax a maga 11 kupagyőzelmével, amellyel Európában is az egyik legsikeresebb csapat. Jelenleg csupán 5 csapat van az európai porondon amelynek sikerült megnyernie eddig az összes kupát amit klubcsapat megnyerhet, közülük az egyik az Ajax. Ezen kívül még több dolog van amit nagyon kevés más csapat mellett nekik is sikerült már megszerezniük (UEFA-emléktábla, többszörös-győztes jelvény...). A Feyenoord 4, a PSV pedig 2 kupagyőzelemmel büszkélkedhet eddig.
Amióta a holland csapatok elkezdtek részt venni a nemzetközi tornákon csupán 1 olyan alkalom volt, hogy két holland csapat egymás ellen játszott volna mérkőzést valamelyik nagyobb kupában. Ez a 2001-02-es UEFA-kupa negyeddöntőjében volt amikor a későbbi nyertes Feyenoord és a PSV Eindhoven játszott egymás ellen.

## Időszakok

### 1950-es évek: A kezdetek
Az 50-es évek közepén kezdték a holland klubcsapatok a szereplést az európai kupákban. Ezen évtized 5 éve volt az alapok letétele és a későbbi sikeres időszakok megalapozása. Ebben az évtizedben még csak a BEK-ben indultak el de semmi nagyobb eredményt nem értek még el. Az összes szezonban különböző csapatok képviselték Hollandiát.
Ahogy lehet tudni, Hollandiában az 1956-57-es szezonra vezették be a profi labdarúgást és ekkor indították el először az Eredivisie-t, a profi csapatok első osztályát. Viszont már az előtte levő szezonban is elindulhatott egy holland csapat amatőrként az akkor elinduló nemzetközi tornán. Az 1955-56-os szezonban indult el a Bajnokcsapatok Európa-kupája, ahol minden szezonban Európa bajnokcsapatai küzdöttek meg. Mivel még nem volt annyira elterjedt a profi labdarúgás Európában, így néhány amatőr csapat is elindulhatott a tornán. Egy francia napilap, az L'Équiepe választott ki néhány csapatot az amatőr bajnokságokból. A holland csapatok közül egy scheveningeni csapat, a Holland Sport kapta a jogot az indulásra. De mivel ők nem vállalták, így az újság átadta a jogot a PSV Eindhoven együttesének. Így ők lettek az elsők akik képviselhették hazájukat a nemzetközi porondon. Bár sokáig nem húzták, mivel már az első fordulóban az osztrák Rapid Wien kiejtette őket. Az első mérkőzésen Bécsben kiütéses 6ː1-es vereséget szenvedtek, így a visszavágón már az 1ː0-s PSV győzelem nem sokat segített. Csupán annyit, hogy megszerezték az első holland győzelmet a nemzetközi porondon.
A következő 1956-57-es szezonban már profi csapatként vehettek részt a tornákon. Itt már az előző még amatőr bajnokságot megnyerő Roda Kerkrade csapata képviselte országát de ők is csupán csak az 1. fordulóban szerepelhettek. Mivel mindkét mérkőzésüket elvesztették a horvát Crvena Zvezda ellen, ezért azonnal kiestek a tornáról.
Az 1957-58-as szezonban indult először a BEK-ben az AFC Ajax. Az a csapat amely máig a legtöbb alkalommal szerepelt a holland csapatok közül ezen a tornán . Ők jutottak el eddig a legtovább. Egészen a negyeddöntőig (akkori 2. forduló) jutottak el, ahol a magyar Vasas SC csapata ejtette ki őket.
A következő szezon nagyon gyengén sikerült. A holland bajnok, a DOS (a mai FC Utrecht) nem került fel az 1958-59-es szezonban a BEK főtáblájára. Csupán a selejtezőben szerepeltek, de ott két vereséggel ki is estek.
Az 1959-60-as szezonban ismét egy új klub, a Sparta Rotterdam képviselte hazáját. Ők is eljutottak a negyeddöntőig akárcsak 2 szezonnal ezelőtt az Ajax de onnan ők sem tudtak továbbmenni. A Sparta Rotterdam két forduló alatt összesen 6 mérkőzést játszott a négy helyett. Mindkét fordulóban ugyanúgy tudtak nyerni és veszteni is és mivel mindkét ellenfél ellen ugyanannyi gólt lőttek mint amennyit kaptak ezért mindkét fordulóban le kellett játszaniuk egy harmadik mérkőzést is amely eldöntötte a továbbjutást.

### 1960-as évek: A rutinszerzés és az első sikerek
Az alapok letétele után a 60-as évek már sikeresebben alakult. Ebben az évtizedben már több kupában is szerepeltek. A BEK-en kívül már bemutatkoztak a KEK-ben és a Vásárvárosok kupájában (az UEFA-kupa és a mai EL elődje) is. Ezen időszakban az FC Utrecht és az AFC Ajax csapatai képviselték legtöbbször Hollandiát a tornákon. Az előbbi hétszer, míg az utóbbi hatszor indult. Itt jött össze az első alkalom arra, hogy döntőben is szerepelhettek (AFC Ajax) és a tornagyőzelem. Mindkét eset a BEK-ben. Az első tornagyőzelem az 1969-70-es szezonban jött össze, a Feyenoord ekkor nyerte meg első alkalommal a BEK-et. Az évtized végén elért siker a bevezetője volt az aranykorszaknak.
Az 1960-61-es szezonban holland csapat még mindig csupán a BEK-ben indulhatott el. Most volt először, hogy nem új csapat képviselte hazáját, ismét az Ajax. Ebben a szezonban nem jutott fel a főtáblára mivel már a selejtezőben alulmaradtak a norvég Fredrikstad FK ellenében.
A következő szezon lett az első amikor már két tornán indultak el a holland csapatok is. Az 1961-62-es szezonban a BEK-en kívül a KEK-ben is szerepeltek már. Az előző szezon bajnoka, a Feyenoord nem húzta sokáig a BEK-ben és már az első fordulóban kiestek. Viszont a selejtezőkör visszavágóján az eddigi legnagyobb arányú holland győzelmet aratták. A svéd IFK Göteborg ellen Rotterdamban 8ː2-re nyertek. A KEK-ben az Ajax sem vitte többre mivel már ők is kiestek az első fordulóban.
Az 1962-63-as szezonban pedig már bemutatkoztak a Vásárvárosok kupájában is. A BEK-ben először fordult elő, hogy holland csapat eljutott az elődöntőig. A Feyenoord két alkalommal is egy harmadik mérkőzésen harcolta ki a továbbjutást és végül az elődöntőben a címvédő Benfica Liszabon győzte őket le. A Sparta Rotterdam csupán a selejtezőig jutott a KEK-ben. A Vásárvárosok kupájában az FC Utrecht kicsit többre vitte de ők is csupán a második fordulóig jutottak el.

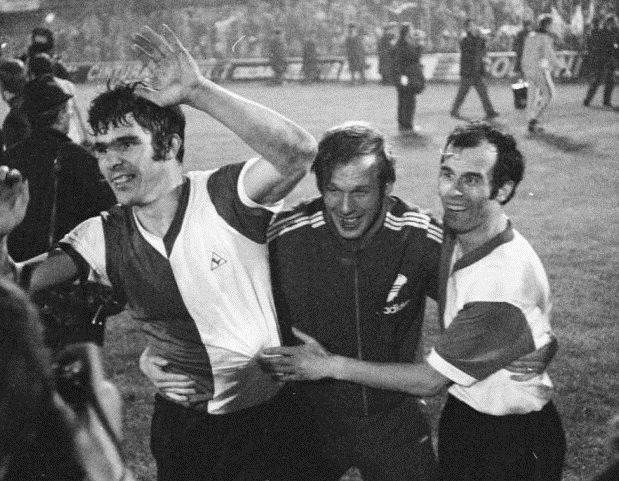
Feyenoord-játékosok öröme az 1970-es BEK-győzelem után

Az elkövetkezendő szezonokban nem történt semmi nagyobb eredmény. A csapatok a kupákban ahol elindultak már az elején elbúcsúztak. Itt még nem is annyira az eredmények voltak a legfontosabbak hanem a kupákban való tapasztalat gyűjtés. Ez leginkább az FC Utrecht csapatának ment a legjobban mivel mind az öt szezonban szerepeltek. A legnagyobb események egyike amit ki lehet emelni az egy negatív rekord megdöntése. Az 1965-66-os szezonban a Go Ahead Eagles a KEK első fordulójában a Celtic Glasgow csapatától elszenvedte az eddigi legnagyobb arányú vereséget amit holland csapat elszenvedett, már az első mérkőzésen Deventer-ben simán 0ː6-ra kikaptak. Ugyanígy járt az FC Utrecht is a Vásárvárosok kupájában. Őket a későbbi tornagyőztes FC Barcelona ejtette ki szintén az első fordulóban. Ők a barcelonai visszavágón szenvedtek el ugyanekkora – 7ː1 – arányú vereséget. Az 1966-67-es szezon lett pedig az első alkalom, hogy 4 csapat képviselte Hollandiát a nemzetközi porondon.
Az utóbbi gyenge szezonok után az 1968-69-es szezonban eljött az első alkalom, hogy holland csapat döntőbe jutott. A BEK-ben egyáltalán nem tartozott még az esélyesek közé az Ajax de mégis bejutott a döntőbe amit még nem sikerült megnyernie mivel az AC Milan 4ː1-re legyőzte őket. Ennek ellenére már ez is nagy teljesítmény volt a Rinus Michels által irányított csapattól. A többi csapat ugyanolyan gyenge szezont produkált mint ezelőtt. Az ADO Den Haag a KEK-ben a második fordulóig húzta. Ebben a szezonban már 3 csapat képviselte Hollandiát a Vásárvárosok kupájában de egyik sem jutott el sokáig. Csupán a DWS jutott el a harmadik fordulóba, az FC Utrecht és a Feyenoord csupán az első fordulóban szerepelt.
A várva várt eredmény pedig az 1969-70-es szezonban jött össze. Abban a szezonban ami elindította a holland klubcsapatok aranykorszakát. A BEK-ben a Feyenoord indult. Már az első fordulóban az eddigi legnagyobb arányú (12ː2) holland győzelmet aratták, a második fordulóban pedig a címvédő AC Milan csapatát búcsúztatták. A döntőben pedig hosszabbítás után 2ː1-re győzték le a skót Celtic FC csapatát és ezzel megszerezték a holland klubfoci történetének első kupagyőzelmét. De ezzel még nem álltak le, mivel holland csapatként először vehettek részt az interkontinentális kupán ahol a Libertadores-kupa argentin győztesével, az Estudiantes-el találkoztak és győzték le őket. A KEK-ben az a PSV Eindhoven szerepelt akik már 6 szezon óta nem szerepeltek nemzetközi kupában. Az első fordulóban simán továbbjutottak viszont a másodikban már a szerencse az ellenfél mellett állt, mivel az AS Roma és a PSV is nyert 1ː0-ra ezért sorsolással döntötték el a továbbjutót aki az olasz csapat lett. A Vásárvárosok kupájában az Ajax egészen az elődöntőig jutottak, a Twente viszont már az első fordulóban kiesett. A végső győzelem mellett a Feyenoord adta a BEK gólkirályát is, a svéd Ove Kindvall 7 góljával lett a gólkirály az angol Mick Jones-szal (Leeds United FC) együtt.

### 1970-es évek: A holland klubfoci aranykorszaka
Ez az évtized a holland klublabdarúgás első és eddigi leghosszabb aranykorszaka a nemzetközi porondon. Ez az aranykorszak a Feyenoord 1970-ben aratott BEK-győzelmével kezdődött és egészen a PSV Eindhoven 1978-as UEFA-kupa győzelméig tartott. A Feyenoord győzelmét is beleszámítva ezen 9 szezon alatt összesen 10 kupagyőzelmet arattak a holland csapatok. A KEK-en kívül megnyertek minden kupát. A győzelmek számát tekintve az Ajax hatszor, a Feyenoord háromszor és a PSV pedig egyszer nyert. 1970 és 1973 között egymás után négyszer nyerte a holland csapat a BEK-et. Egészen máig ez a 3. leghosszabb győzelmi sorozat az országok között. Csupán az angol (hatszor) és a spanyol (ötször) csapatoknak sikerült egymás után többször megnyerniük a BEK / BL kupát. A nagyon jó játékosokon kívül vannak még személyek akiknek ezeket a sikereket lehet köszönni. Közülük talán az egyik legkiemelkedőbb a holland Rinus Michels volt. Az Ajax edzőjeként ő vezette be az ún. "totális labdarúgást", aminek köszönhetően ilyen jó és sikeres lett az Ajax. Ebben az időszakban az Ajax képviselte legtöbbször hazáját a nemzetközi tornákon, ők minden szezonban elindultak valamelyik kupában. Nem meglepetés, hogy az időszak ilyen sikeres lett, mivel Olyan játékosok erősítették a csapatokat mint Johan Cruijff, Gerrie Mühren, Johan Neeskens, Arie Haan, Johnny Rep, Lex Schoenmaker, Willy van der Kuijlen.

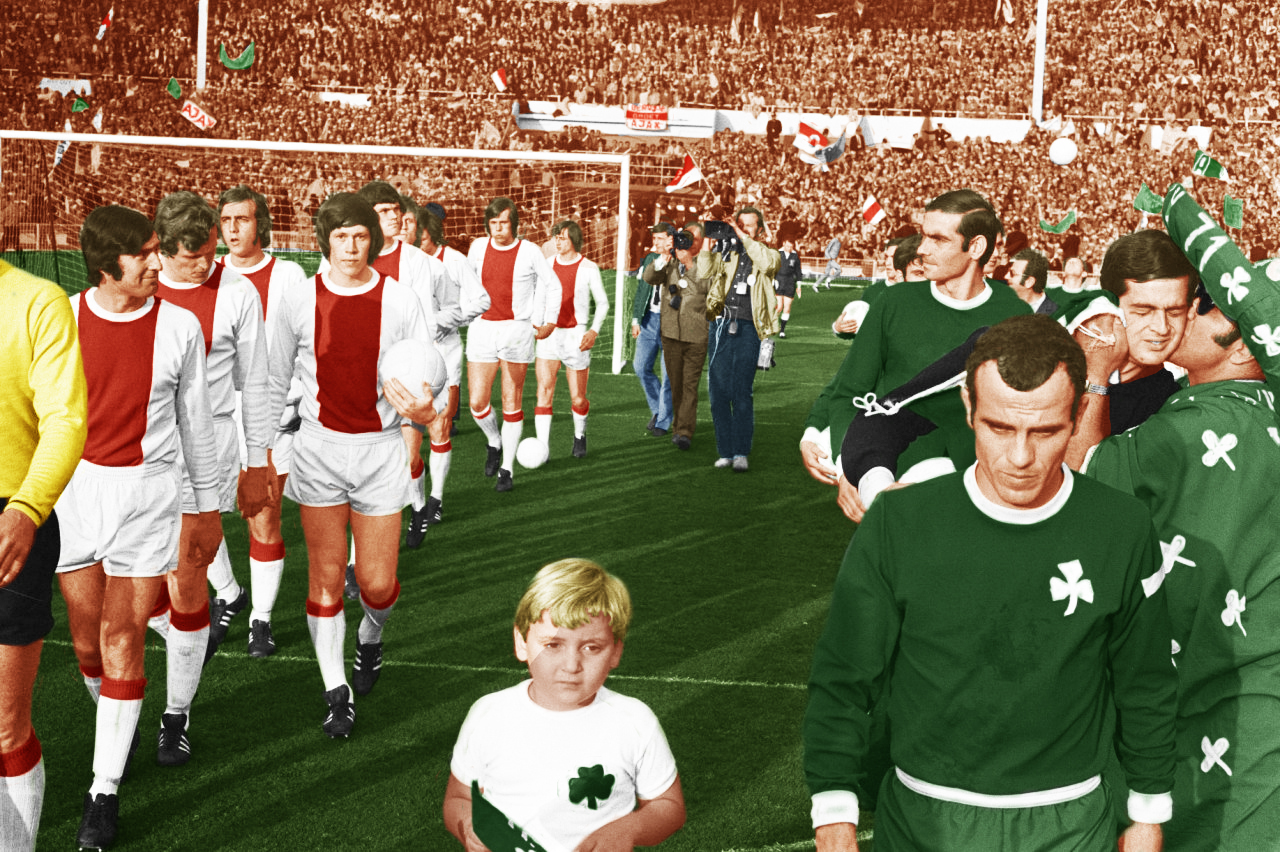
Az 1970–71-es BEK-döntő, az Ajax első sikere

Mivel az előző tornát a Feyenoord nyert, így az 1970-71-es szezonban két holland csapat indult a BEK-ben. Nagy meglepetésre a címvédő Feyenoord már az első fordulóban búcsúzott. Az 1965 óta Rinus Michels által irányított Ajax pedig ugyanilyen nagy meglepetésre eljutott a döntőbe. Ott pedig simán 2:0-ra le is győzték a görög Panathinaikosz csapatát és így megnyerték első nemzetközi tornájukat. Győztesként az interkontinentális kupában is indulhattak volna viszont a szereplést lemondták. Ismert volt, hogy a dél-amerikai csapatok elég durván játszanak és ezért visszamondták a szereplést. A PSV is eljutott a KEK elődöntőjébe, a Sparta Rotterdam és a Twente Enschede viszont a Vásárvárosok kupájában az utolsó kiírásában csupán néhány fordulót éltek túl. Ebben a szezonban vezették be először a büntetőpárbajt és törölték el az érmefeldobást.
A következő – 1971-72-es – szezon sikeresebb lett a holland csapatok számára a BEK-ben. A bajnokságot megnyerő Feyenoord egészen a negyeddöntőig jutott el, a címvédő Ajax pedig folytatta az uralkodását. Ebben a szezonban már veretlenül nyerték meg a tornát és csupán 3 gólt kaptak az összes mérkőzésük alatt. Itt már a román Kovács István volt az edzőjük. A döntőben Johan Cruijff két góljával az olasz Internazionale csapatát győzték le szintén 2ː0-ra. Mivel a BEK-en kívül ebben a szezonban megnyerték a hazai bajnokságot és kupát is, így az Ajax második csapatként elnyerte az "európai tripla" kitüntetést. Ekkor BEK-győztesként már elindultak az interkontinentális kupában is, ahol az argentin Independiente csapatát múlták felül és kupagyőztesek lettek. Ebben a szezonban vezették be először az UEFA-Szuperkupát (BEK vs. KEK), így az Ajax lett az első kiírás egyik szereplője és meg is nyerték a kupát a skót Rangers FC elleni kettős győzelemmel. A többi két tornán (KEK és már UEFA-kupa) egyik holland csapat sem mutatott sokat. Johan Cruijff pedig gólkirály lett a BEK-ben és elnyerte az Aranylabdát is.

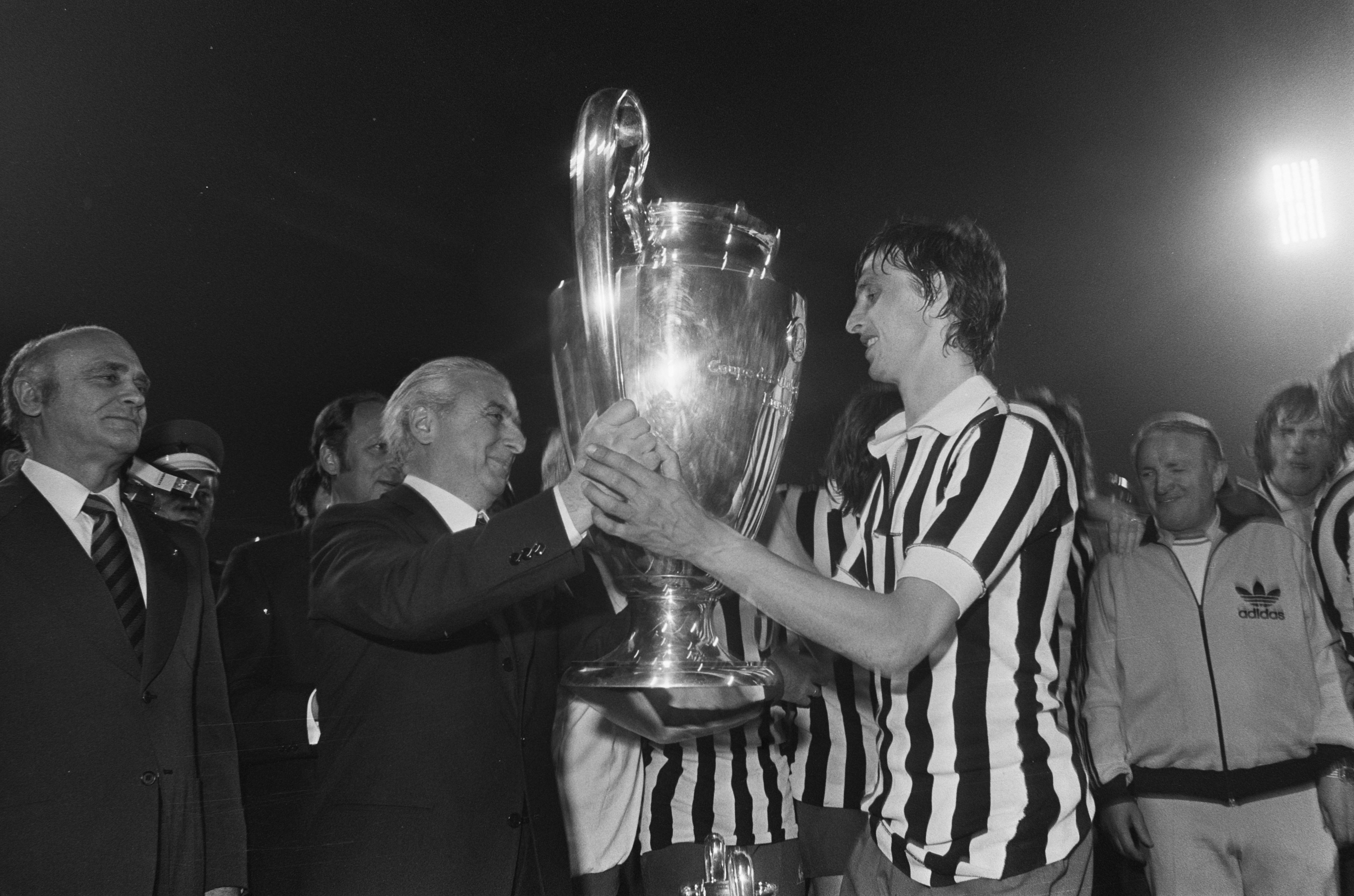
Az 1972–73-as BEK-döntőn Johan Cruijff veszi át a kupát Juventus-mezben

Az 1972-73-as szezon ott folytatódott a BEK-ben ahol az előző kettő. Az Ajax címvédőként ismét megnyerte a tornát. Így, hogy háromszor egymás után tornagyőztesek lettek második csapatként végleg megtarthatták a serleget és megkapták a BEK által alapított "többszörös győztes" jelvényt is. A torna döntőjében az olasz Juventus-t győzték le 1ː0-ra Johnny Rep góljával. Az interkontinentális kupában való indulást ismét visszavonták, a Szuperkupát pedig újra megnyerték. Az utóbbi döntőjében az AC Milan-nak vágtak vissza a négy évvel ezelőtti vereségért a BEK-döntőben. A KEK-ben nem történt semmi nagy eredmény, az UEFA-kupában viszont az elődöntőig jutott a Twente csapata. Ennek köszönhetően támadójuk, Jan Jeuring gólkirály lett.
Az 1973-74-es szezon már nem alakult ennyire jól az Ajax-nak. Nagy meglepetésre címvédőként már a 2. fordulóban kiesett a BEK-ből. A másik két kupában induló csapatok is nagyon hamar kiestek. Csupán a Feyenoord lépett pályára tavasszal is. Végül meg is nyerték a tornát és így ez volt már az ötödik egymás utáni szezon amikor holland csapat tornát nyert. Ők az UEFA-kupában indultak. A döntőben az angol Tottenham Hotspur csapatával találkoztak. A döntő első mérkőzésén döntetlen (2ː2), a rotterdami visszavágón viszont már holland siker (2ː0) született és így 4ː2-es összesítéssel le is győzték az ellenfelüket. A kupagyőzelem mellett a holland támadójuk, Lex Schoenmaker a gólkirályi címet is elnyerte a maga 9 góljával.

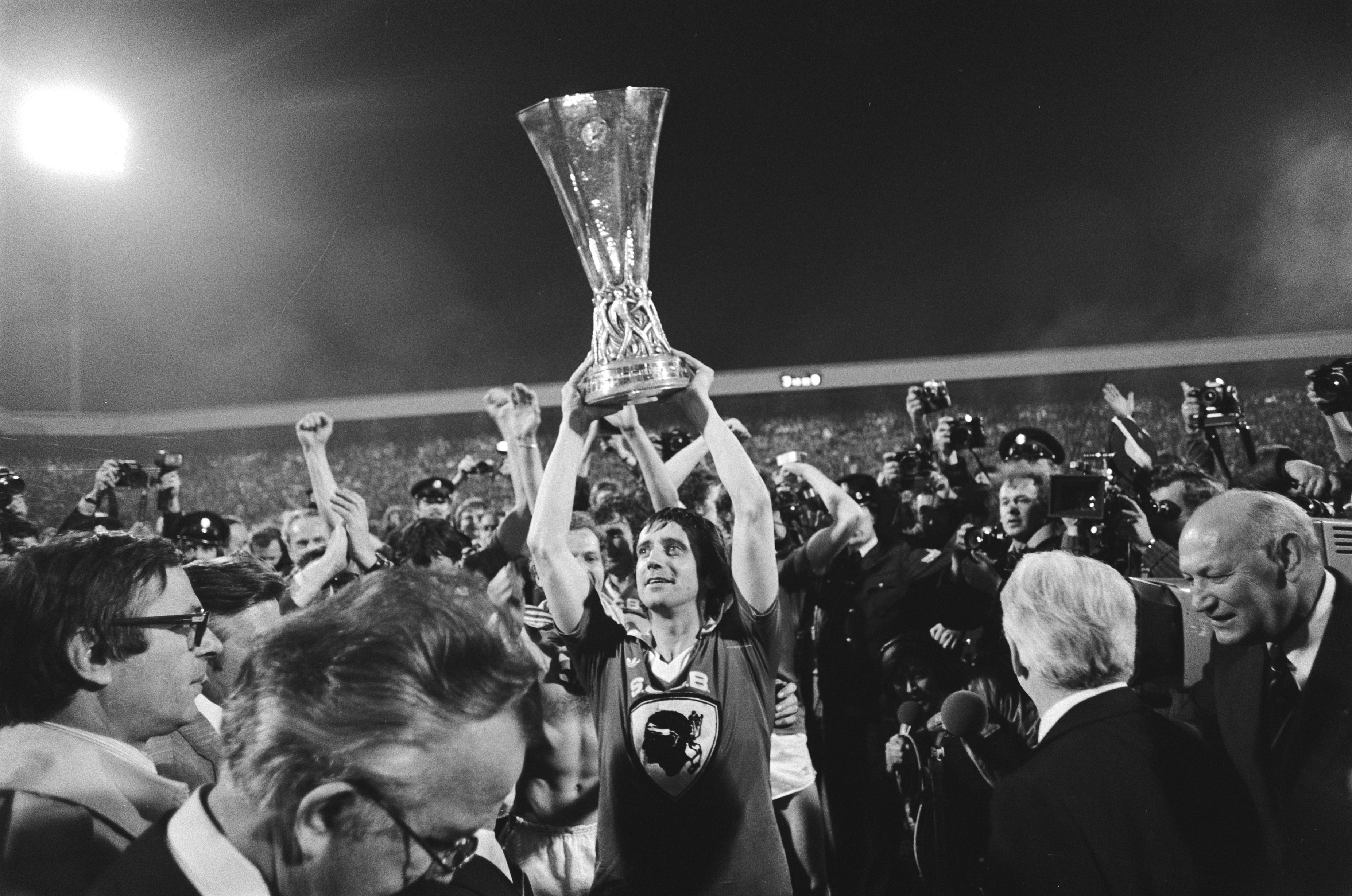
Willy van der Kuijlen kezében az 1978–ban elnyert UEFA-kupa

Az előző szezonokban nyújtott teljesítményekhez képest a következő 3 szezon elég gyengén alakult. Csupán a Twente Enschede-nek sikerült döntőbe jutnia. Az 1974-75-ös szezonban az UEFA-kupában nyújtott teljesítményüknek köszönhetően bejutottak történetük során először a döntőbe. Az ellenfelük a német Borussia Mönchengladbach volt, akik ellen esélyük is lett volna a végső győzelemre. Az idegenben játszott első mérkőzés csupán 0ː0-val zárult, viszont a visszavágón belefutottak egy sima 1ː5-ös vereségbe. Rajtuk kívül még a PSV csapatát lehet kiemelni akik az 1974-75-ös KEK és az 1975-76-os BEK kiírásban is az elődöntőig jutottak el. A KEK-ben csupán 1 vereséget szenvedtek el de ez is elég volt, hogy ne jussanak a döntőbe. A többi csapat az egyik szezonban sem tudott nagyot alkotni. A játékosok részéről volt néhány kiemelkedő teljesítmény. Például a holland Willy van der Kuijlen aki a PSV játékosaként gólkirály lett a KEK-ben, vagy a szintén holland Ruud Geels az Ajax csatára aki az 1975-76-os UEFA-kupában lőtte a legtöbb gólt.
Az aranykorszak utolsó nagy sikere az 1977-78-as szezonban jött össze. Ezzel a sikerrel egy új holland csapat is beírta magát a történelemkönyvbe, a PSV Eindhoven. Ők ebben a szezonban az UEFA-kupában indultak. Nem nagy esélyesként indultak, viszont nagyon jó játékkal és eredményekkel bejutottak egészen történetük első döntőjébe ahol a francia SC Bastia ellen mérkőztek meg. Az első mérkőzésen csupán 0ː0 lett az eredmény, a visszavágón Eindhovenben viszont már sima 3ː0-s győzelemmel megszerezték első nemzetközi kupagyőzelmüket is. Támadójuk, a holland Gerrie Deijkers pedig gólkirály lett. Még a Twente jutott el az elődöntőig a KEK-ben de ott simán kikaptak. Viszont játékosuk, a holland Ab Gritter is gólkirály lett. A többi csapat nem jutott el sokáig.
Így volt ez az ezen időszak utolsó két szezonjában is. Semmi nagy eredmény nem született egyik kupában sem holland csapatok részéről. Csupán az Ajax-nak sikerült eljutnia a BEK elődöntőjébe az 1979-80-as kiírásban, ahol a végső győztes Nottingham Forest ejtette ki őket. Az összes többi csapat mindkét szezonban már ősszel kiesett. A játékosok sem emelkedtek ki a többiek közül a mutatott teljesítményük alapján. Csupán az Ajax dán középpályásának, Søren Lerby-nek sikerült gőlkirályi címet szereznie a BEK-ben.

### 1980-as évek: Néhány fokkal lejjebb

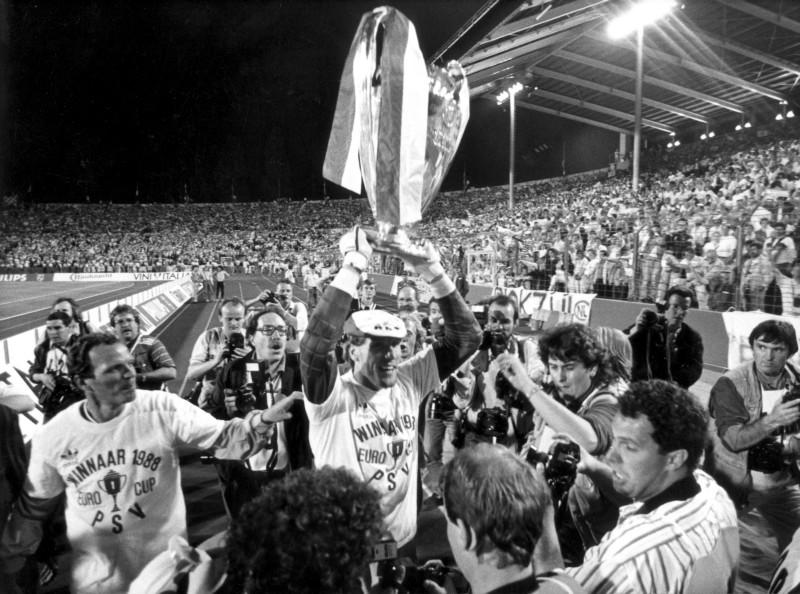
Az 1987–88-as BEK-döntő után ünnepel a PSV

Ahogy a címben is lehet olvasni, ebben az évtizedben visszaesett a holland csapatok teljesítménye a nemzetközi kupákban. Ennek ellenére volt két szezon nagyon sikeres szezon ebben az időszakban amikor összesen 6 döntőben vettek részt. A sok döntő ellenére viszont csupán 2 siker született. Ezen kevés siker mellett ekkor szerezték meg az eddigi legtöbb ezüstérmet, összesen hetet. Ezek mellett viszont nagyon gyenge időszakok követték egymást. Legtöbbször már ősszel kiestek a csapatok, viszont az összes csapat minden szezonban felkerült a főtáblára. A két tornagyőzelemmel a csapatok pedig beírták magukat a labdarúgás történelmébe. A legnagyobb sikerrel a PSV megszerezte története első BEK-győzelmét, az Ajax pedig első holland csapatként megnyerte a KEK-et. Ebben az időszakban a PSV és az Ajax szerepelt legtöbbször az európai kupákban a holland csapatok közül. Mindkét csapat az időszak összes szezonjában résztvevő volt valamelyik kupában. Olyan nagy játékosok szerepeltek ebben az időszakban a holland csapatoknál mint Marco van Basten, Frank Rijkaard, Ronald Koeman, Wim Kieft, Ruud Gullit, Willem van Hanegem...
Az 1980-81-es szezon még elfogadható volt. De az csak a Feyenoord-nak és az AZ Alkmaar-nak köszönhetően. A KEK-ben a Feyenoord egészen az elődöntőig jutott el ahol aztán a későbbi kupagyőztes grúz Dinamo Tbiliszi csapata ejtette ki őket. A legnagyobb holland eredményt a szezonban az AZ csapata hozta az UEFA-kupában. Szép meneteléssel bejutottak történetük első döntőjébe ahol végül az angol Ipswich Town legyőzte őket. A többi négy holland csapat közül mindegyik a második fordulóban esett ki.
A következő öt szezonban a csapatok által nyújtott eredmények alapján nagyon gyengén sikerült. Minden szezonban a csapatok már ősszel kiestek a kupákból. Csupán egy csapat, a Fortuna Sittard lépett még pályára tavasszal is. Ők a KEK 1984-85-ös szezonjában jutottak el a negyeddöntőig. Ezen kívül még egy kiemelkedő eredmény született amivel egy eddigi holland rekord dőlt meg. Az UEFA-kupa 1984-85-ös kiírásának első fordulójában az Ajax a luxemburgi Red Boys Differdange csapatával találkozott. Míg az első mérkőzés csupán 0ː0 lett addig a visszavágón az Ajax hazai csapatként 14ː0-ra legyőzte ellenfelét. Ez lett az addigi – és máig is – legnagyobb győzelem amit holland csapat elért a nemzetközi porondon.

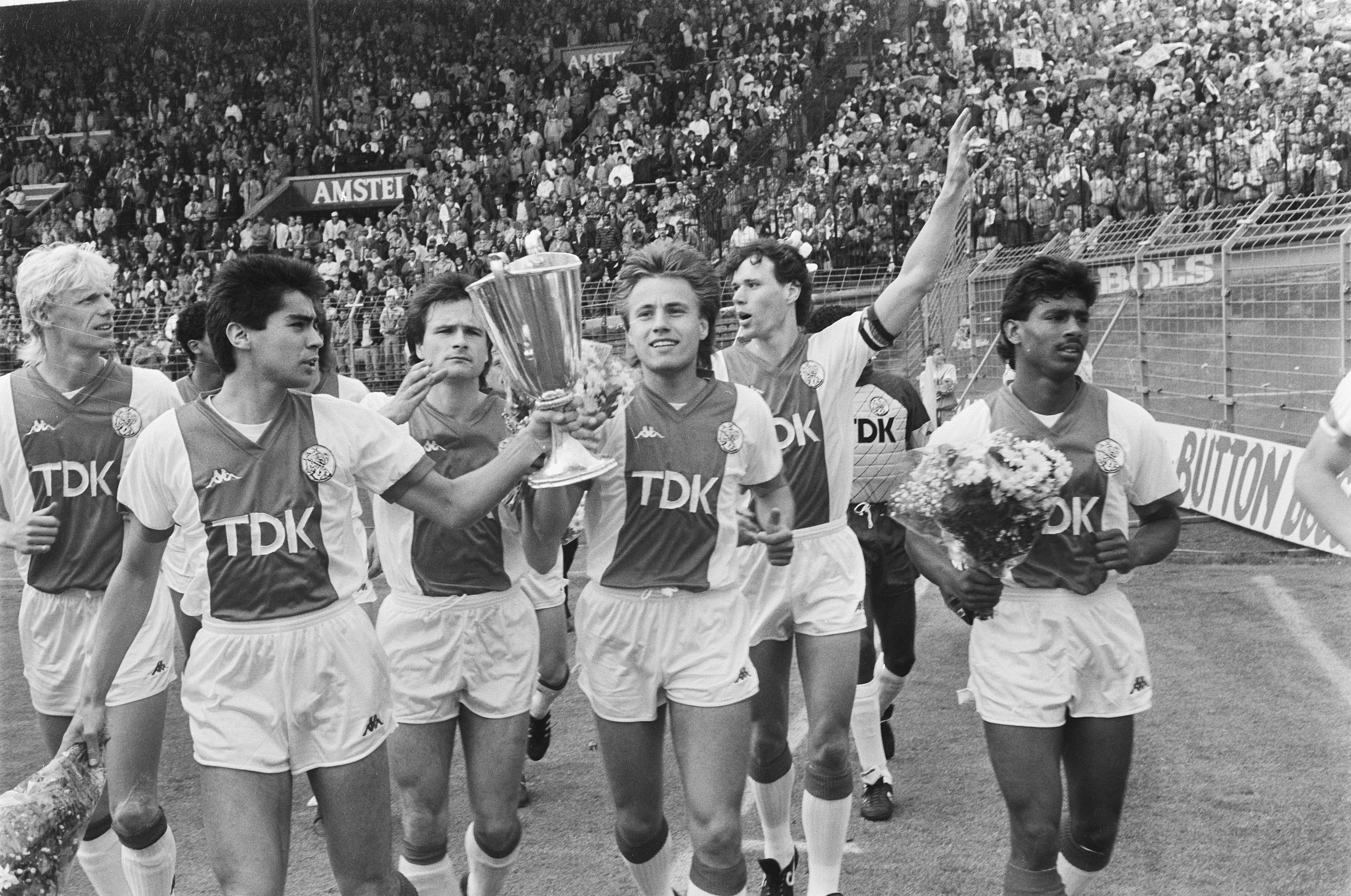
Ajax-játékosok ünneplése az 1987–es KEK-döntő után

Az 1986-87-es szezon is majdnem úgy sikerült mint az előző gyenge szezonok. Mind a BEK-ben és az UEFA-kupában is a holland csapatok ismét már az ősszel elbúcsúztak. Csupán az Ajax a KEK-ben nyújtott teljesítményét lehet kiemelni, sőt inkább dicsérni. Nem nagy esélyesként indultak a szezonban, mégis nagyon jó játékkal egészen a döntőbe is bekerültek első holland csapatként. Ott pedig legyőzték német ellenfelüket, a Lokomotive Leipzig csapatát 1-0-ra. Így az Ajax elnyerte saját és a holland csapatok első KEK-trófeáját. A kupagyőzelem mellett még John Bosman gúlkirályi címe is nagy eredmény volt. KEK-győztesként indultak még a Szuperkupában is, viszont az már nem volt ennyire sikeres. Mindkét mérkőzést 1ː0-ra elvesztették az FC Porto ellen.
A következő 1987-88-as szezon még sikeresebb lett mint az előző. Összesen 4 döntőt is játszottak a holland csapatok, viszont csak egyet nyertek meg. Ez az egy pedig a PSV által megnyert BEK. A PSV holland bajnokként indult a BEK-ben, viszont egyáltalán nem voltak az esélyesek között számontartva. Nyolc mérkőzésükből csupán 3-at tudtak megnyerni de így is bekerültek a döntőbe. Ott a portugál Benfica Liszabon volt az ellenfelük. A döntő végeredménye 0ː0 lett és végül a büntetők döntötték el amiknek köszönhetően a PSV elnyerte első BEK-trófeáját. Ennek köszönhetően indultak a Szuperkupában is ahol a belga KV Mechelen győzte le őket és az interkontinentális kupában is ahol pedig az uruguayi Club Nacional csapata győzte őket le büntetőkkel. Ebben a szezonban még az Ajax is döntőbe jutott. Ők a KEK-ben indultak címvédőként. A tornán az első 7 mérkőzésüket kapott gól nélkül nyerték meg és ismét döntőbe jutottak, ott viszont most a KV Mechelen csapatától 0ː1-es vereséget szenvedtek. A másik három csapat viszont gyengén teljesített és már ősszel búcsúztak a kupákból.
Ezen időszak utolsó 2 szezonjában viszont már semmi nagy teljesítmény nem született. Egyik csapat sem játszott jól. A legnagyobb siker a negyeddöntőbe jutás volt amit a PSV ért el kétszer a BEK-ben és a Roda Kerkrade egyszer a KEK-ben. A játékosok közül a PSV brazil támadója, Romário emelkedett ki. A maga 6 góljával gólkirály lett az 1989-90-es BEK-ben.

### 1990-es évek: Újra csúcson az Ajax-al
Ahogy az elmúlt évtizedben a lejátszott döntők nagy részét elvesztették, ebben az időszakban viszont megnyerték a holland csapatok. Illetve csak egy csapat, az Ajax. A Louis van Gaal edző vezette csapatnak ismét eljött egy rövidebb aranykorszaka. Öt szezonon belül összesen 5 döntőt játszottak le amiből négyet meg is nyertek. Köztük az 1992-es UEFA-kupa győzelem is, amivel az Ajax második csapatként (az első a Juventus volt) megnyerte az összes kupát, amit európai csapat megnyerhet. Ők növelték ebben az időszakban a holland csapatok sikereinek a számát. A többi csapat közül egyik sem tudott még döntőbe sem jutni. Csupán a Feyenoord-nak sikerült két alkalommal eljutni az elődöntőig a KEK-ben. Az Ajax ezen sikeres időszakát egy dolog tette tönkre, mégpedig az ún. Bosman-szabály. Ezt egy belga játékos, Jean Marc-Bosman kérésére tette a bíróság hivatalossá. Több olyan része is van ami nagyon rosszul jött az Ajax-nak és a többi holland csapatnak is, viszont nagyon jól jött a gazdag csapatoknak. Ahogy eddig is előnyben voltak a gazdag klubok, ezzel még nagyobb előnyre tettek szert a labdarúgásban. A PSV és az Ajax minden szezonban indulhatott a nemzetközi porondon de mivel az Ajax-tól egyszer megvonták a jogot (BEK 1990-91) a szurkolók viselkedése miatt, így legtöbb alkalommal a PSV képviselte hazáját a kupákban. Olyan játékosok szerepeltek a holland csapatokban mint Dennis Bergkamp, Jari Litmanen, Edwin van der Sar, Clarence Seedorf, Giovanni van Bronckhorst, Ruud van Nistelrooy, Jaap Stam,...
Ezen évtized első szezonja nagyon gyengén sikerült. Az összes csapat már ősszel kiesett a kupákból, az Ajax pedig holland bajnokként el sem indulhatott a BEK-ben. Az előző szezonban az UEFA-kupában többször is durván viselkedtek az Ajax-rajongók, ezért erre a szezonra megvonták a jogukat az európai kupákban való szereplésre, így 25 év után először nem szerepelt holland csapat a BEK főtábláján. A következő, 1990-91-es szezonban már sokkal jobban teljesítettek a holland csapatok, főleg kettő. A Feyenoord egészen az elődöntőig jutott a KEK-ben ahol aztán úgy esett ki, hogy az egész tornán egyszer sem szenvedtek vereséget. A Louis van Gaal vezette AFC Ajax az UEFA-kupában történetük során először bejutottak a döntőbe és ott az olasz Torino FC csapatát győzték le. Ahogy a Feyenoord, úgy ők is veretlenül zárták a tornát. Ezzel a sikerrel másrészben is beírta magát az Ajax a labdarúgás történetébe. A Juventus után második csapatként sikerült megszerezniük minden kupát amit európai klubcsapat megszerezhetett. Mivel megnyerték az UEFA három legnagyobb tornáját (BEK, KEK és UEFA-kupa), így megkapták az úgynevezett UEFA-emléktáblát.
A következő két szezonban nem történt semmi említésre méltó eredmény. A legtöbb amit holland csapat elért ezen két szezon alatt, az csupán a negyeddöntő volt. Viszont most már nem BEK-ben indultak a holland bajnokok mivel az 1992-93-as szezonban már Bajnokok Ligájának nevezték ezt a tornát. A legnagyobb teljesítményt a PSV brazil támadója, Romário érte el. Akárcsak 3 évvel ezelőtt, úgy most is gólkirály lett a BL-ben a maga 7 góljával, de most egyedül érte el ezt a sikert.
Van Gaal edző munkája pedig az 1994-95-ös szezonra érett be az Ajax-nál. A csapat ezen szezonban a BL-ben indult. Végül veretlenül egészen a döntőig meneteltek ahol csoportbeli ellenfelükkel, az olasz AC Milan csapatával találkoztak és legyőzték őket 1ː0-ra. Így meglett az Ajax negyedik BEK / BL győzelme. Mivel megnyerték a kupát, ezért indulhattak az interkontinentális kupában is ahol a brazil Grémio csapatával találkoztak és hosszabbítás után büntetőkkel le is győzték őket. Így meglett az Ajax történetének 10. nemzetközi kupagyőzelme. Még részt vettek a Szuperkupában is amit simán meg is nyertek a KEK-győztes spanyol Real Zaragoza ellen. Így egy rövid aranykorszaka lett újra az Ajax-nak. A többi négy holland csapat nem mutatott nagy eredményt. Csupán a Feyenoord csapata volt még versenyben tavasszal is, a többiek már ősszel kiestek.
A következő, 1995-96-os szezonban az Ajax címvédőként nagyon jó játékkal ismét bejutott a BL-döntőjébe. Ismét olasz ellenfelük lett, az a Juventus akivel 23 évvel ezelőtt már játszottak egy BEK-döntőt. Itt viszont már nem tudták megismételni az akkori teljesítményt és büntetőkkel kikaptak. Viszont támadójuk, a finn Jari Litmanen 9 szerzett góljával ezen kiírás gólkirálya lett. Máig ő az utolsó játékos aki holland csapat játékosaként lett a BEK / BL gólkirálya. A KEK-ben a Feyenoord is eljutott egészen az elődöntőig de ott az addig mutatott játékuk sem segített és kiestek. A PSV pedig a negyeddöntőig vitte az UEFA-kupában, a Roda csupán a 2. fordulóig.
Az időszak utolsó 4 szezonja már jóval gyengébben sikerült a holland csapatoknak. Olyan gyengén, hogy ezen négy szezon alatt csupán 3 alkalommal sikerült tavasszal is játékban maradnia holland csapatnak (Ajax 2x és Roda Kerkrade 1x). Közülük a legtovább az Ajax-nak sikerült eljutnia. Ők a BL 1996-97-es szezonjában egészen az elődöntőig mentek el. További két alkalommal csupán a negyeddöntőkig meneteltek a csapatok. A KEK-ben az utolsó holland csapat az SC Heerenveen volt az 1998-99-es szezonban, mivel ez volt a kupa utolsó szezonja. Ekkor megszüntették és ezek után minden ország kupagyőztese az UEFA-kupában indulhatott. Az 1999-2000-es szezonban pedig egy újabb holland rekord született. Ez volt az eddigi első szezon amikor 3 csapat indulhatott és szerepelt is a BEK / BL főtábláján. A játékosok közül az Ajax grúz támadója, Shota Arveladze mutatott kiemelkedő teljesítményt az 1997-98-as szezonban. Ekkor szerezte meg az UEFA-kupa gólkirályi címét.

### 2000-es évek: Nemzetközileg romlott a teljesítmény

A 2001-02-es UEFA-kupa döntő kezdőcsapatai

Ahogy az előző időszakban elindult a holland csapatok gyengülése anyagilag, ebben az időszakban pedig már ezen gyengülés a teljesítményen is meglátszott. Az eddigi évtizedekben mindig voltak holland csapatok akik nagyon jól szerepeltek a tornákon és hozták is a sikeres eredményeket. Ebben az évtizedben ez csupán egyszer sikerült a Feyenoord csapatának akik még az első szezonokban sikeres UEFA-kupa szereplésükkel most is összejött egy tornagyőzelem. Második nem mivel a Szuperkupa döntőjében már alulmaradtak. Ezek után pedig már csak két elődöntőben szerepeltek a hollandok és több nagyobb eredmény nem sikerült. Szezonról szezonra gyengült a holland csapatok teljesítménye. Ahogy az előző időszakban, úgy most is az Ajax és a PSV Eindhoven csapatai képviselték legtöbbször Hollandiát a nemzetközi tornákon. Mindkét csapat minden egyes szezonban szerepelt valamelyik tornán. Olyan játékosok erősítették a holland csapatokat mint Robin van Persie, Pierre van Hooijdonk, Arjen Robben, Wesley Sneijder, Rafael van der Vaart, Zlatan Ibrahimović, Mark van Bommel, Phillip Cocu,...
Az új évezred első szezonja is körülbelül olyan gyengén sikerült a holland csapatoknak ahogy az előzőek. A következő – 2001-02-es szezon – sem lett volna jobb ha a Feyenoord nem mutatott volna ilyen jó teljesítményt. Ők a BL-ben indultak de ott a csoportkörben csupán a harmadik helyet szerezték meg és így tavaszra átkerültek az UEFA-kupába. Ott veretlenül jutottak el a egészen a döntőig amit hazai pályán, a rotterdami De Kuip stadionban játszottak le a német Borussia Dortmund ellen. A döntőt megnyerték és így megszerezték 2. kupagyőzelmüket a tornán. A negyeddöntőben a szintén holland PSV Eindhoven-nel kerültek össze és így a nemzetközi labdarúgás történetében először játszott egymás ellen 2 holland csapat. Mindkét mérkőzés döntetlennel végződött és csak büntetőkkel döntötték el a továbbjutást. A tornán elért siker mellett a gólkirályi címet is a támadójuk, a holland Pierre van Hooijdonk szerezte meg. A siker által történetük során először bekerültek a Szuperkupa döntőjébe is. Itt viszont már alulmaradtak a spanyol Real Madrid ellen és így nem sikerült nekik második holland csapatként elnyerniük ezen kupát. A többi holland csapat közül egyik sem mutatott nagy eredményt.
Ezen időszak további szezonjaiban már egy siker sem született a holland csapatok részéről. Az előzőekhez képest majdnem mindegyik szezon ugyanolyan gyengén zárult. Csupán nyolcaddöntőkbe és negyeddöntőkbe sikerült bekerülniük a csapatoknak. A 2003-04-es szezonban is csupán a PSV szerb támadója, Mateja Kežman gólkirályi címe az UEFA-kupában jelentette az egyetlen sikert. Kivéve egy szezont amikor egy kicsit jobb eredmények születtek. A 2004-05-ös szezonban két csapat szereplése jobban sikerült a vártnál. A BL ezen szezonjában a PSV Eindhoven a selejtezőkből került fel és egészen az elődöntőig sikerült eljutniuk ahol az AC Milan ejtette őket ki csupán idegenben lőtt góllal. Ezt a gólt is a visszavágó mérkőzés 91. percében szerezték az olaszok. Szinte ugyanez történt az UEFA-kupában az AZ Alkmaar csapatával is. Ők is nagyon jól játszottak elejétől a végéig és ennek eredményeként egészen az elődöntőig jutottak el. Viszont a szerencse velük sem volt. A portugál Sporting Liszabon volt az ellenfelük és ők is idegenben lőtt góllal ejtették csupán ki az AZ csapatát. A portugálok ezt a sorsdöntő gólt a visszavágó 122. percében szerezték. Tehát az elődöntőben egyik holland csapatnak sem volt szerencséje. Perceken múlott, hogy döntőbe jussanak. Ezek után már nem jött össze ilyen eredmény ebben az időszakban. Ezt az is mutatja, hogy még a két következő szezonban sikerült holland csapatnak túljutnia a BL-csoportkörén de utána már nem. Az UEFA-kupában (a 2009-10-es szezontól Európa Liga) is csupán kétszer jutottak el a negyeddöntőig. Mindennek köszönhetően szezonról-szezonra a bajnokság is egyre gyengébb helyen szerepelt az UEFA-ranglistáján.

### 2010-es évek: Jelen időszak
Ezen évtized ugyanolyan gyengén folytatódik ahogy az előző bezárult. A holland csapatok egyik kupában sem tudnak jó eredményt elérni és nagyon sok csapat már a selejtezőkben kiesik. Eddig minden évtizedben elértek valamilyen sikert de úgy tünik, hogy ez lesz az első amikor ez nem sikerül. Az eddig eltelt hat szezonban az AFC Ajax és a PSV Eindhoven csapatai képviselték hazájukat mindig valamelyik kupában de a főtábláig egyiküknek sem sikerült eljutni mindig. Az eddigi gyenge szezonok ellenére, olyan játékosok erősítették a holland csapatokat mint Luis Suárez, Jan Vertonghen, Christian Eriksen, Memphis Depay, Georginio Wijnaldum, Bas Dost,...
Az évtized első szezonja – 2010-11-es – volt jelenleg az utolsó amikor 2 holland csapat képviselte hazáját a Bajnokok Ligája főtábláján. Ekkor a bajnok Twente Enschede és az AFC Ajax kerültek be a csoportkörbe. Viszont egyikük sem tudott továbbjutni. Mindkét csapat harmadikként zárt a csoportjában és így tavasszal az Európa Ligában folytatták. Velük együtt a PSV Eindhoven jutott még el idáig az Európa Ligában. Az Ajax már a nyolcaddöntőben kiesett, míg a PSV és a Twente a negyeddöntőig jutottak el.
A következő 4 szezon nagyjából ugyanúgy alakult a holland csapatok számára. A BL-ben a holland bajnokcsapatok ott voltak a főtáblán de soha nem jutottak tovább. Az EL-ben pedig egy-egy csapat mindig eljutott az egyenes kieséses szakaszba, a többi pedig már ősszel elvérzett. Ezen szezonok legjobb eredményeit az AZ Alkmaar érte el. Két szezonban is eljutott az EL negyeddöntőjébe.
Ezen évtized eddigi egyetlen továbbjutását a BL-ben a 2015-16-os szezonban érte el a PSV Eindhoven. Bajnokként kerültek a tornára ahol másodikként végeztek csoportjukban. Tavasszal a nyolcaddöntőben is megvolt az esélyük a továbbjutásra viszont büntetőkkel a spanyol Atlético Madrid kiejtette őket. A PSV 9 év után az első holland csapat volt akik a BL-ben továbbjutottak csoportjukból. Az EL-ben három holland csapat jutott a főtáblára viszont egyik sem jutott tovább a csoportkörből. Ebben a szezonban történt meg először, hogy másodosztályú holland csapat is indult a nemzetközi kupában. A Go Ahead Eagles az előző szezonban elnyerte az UEFA Fair Play-díjat és így annak ellenére, hogy kiestek az Eredivisie-ből, ebben a szezonban elindulhattak az Európa Liga selejtezőjében.
A következő, 2016-17-es szezon lett az első 15 év után amikor holland csapat ismét bejutott valamelyik európai kupa döntőjébe. A BL-ben a bajnok PSV csupán a csoportkörben képviselte hazáját, ahol végül az utolsó helyen végzett. Az EL-ben 4 holland csapat indult. A Heracles Almelo a selejtezőben, a Feyenoord a csoportkörben és az AZ Alkmaar a 16-os döntőben esett ki. Az AFC Ajax a BL-ben kezdte az idényt de ott a rájátszásban kiestek. Az EL-ben kisebb meglepetésre csoportelsőként jutottak tovább. Tavasszal pedig olyan jól játszottak, hogy 21 év után ismét európai kupadöntőbe jutottak. Az ellenfelük az angol Manchester United csapata volt a stockholmi EL-döntőben. Végül nem sikerült elhódítaniuk a kupát mivel az angolok 0ː2 arányban legyőzték őket. Így tovább várnak a következő sikerre. Ennek ellenére egy újabb rekordot döntöttek meg. Miután az Ajax holland védője Matthijs de Ligt is játszott, így ő lett minden idők eddigi legfiatalabb játékosa aki pályára lépett valamelyik európai kupasorozat döntőjében. A védő 17 éves és 285 napos volt a döntő napján.
Annak ellenére, hogy az előző szezonban még EL-kupadöntőben is szerepelt holland csapat, a 2017-18-as szezon az eddig talán leggyengébb szezonja lett a holland labdarúgásnak a nemzetközi porondon. Az 5 induló csapat közül csupán a bajnokcsapat Feyenoord és a kupagyőztes Vitesse indulhatott el a főtáblán. Az Ajax, a PSV és az FC Utrecht is elvérzett már a selejtezőkben. A két csoportkörben szereplő csapat is nagyon gyengén szerepelt és mindketten csoportjuk utolsó helyén végeztek. Az egész szezon folyamán csupán 3 győzelmet arattak a holland csapatok a nemzetközi porondon. Az 1998-99-es szezon óta – amikor az UEFA létrehozta a ranglistát – most szerezte az eddigi legkevesebb pontot és együtthatót a holland bajnokság.

## Eredménytáblázat szezonról-szezonra
A következő táblázat megmutatja, hogy melyik szezonban kik képviselték Hollandiát a nemzetközi kupákban és milyen eredményeket értek el.

## Csapatstatisztika
utolsó beírt szezon: 2020/2021 
A következő táblázatban azon eredmények vannak feltüntetve (győzelem – döntetlen – vereség, rúgott / kapott gólok száma, gólkülönbség) amit holland csapatok eddig elértek a nemzetközi kupákban. A selejtezőkben és a főtáblán elért eredmények is szerepelnek az adatok között. Minden mérkőzés a rendes játékidőben elért eredmény alapján van beírva.
A rangsor az eddig lejátszott összes mérkőzések száma alapján van felállítva. Ahol ugyanannyi mérkőzést játszottak, ott a győzelmek száma a döntő adat.

## Eddig lejátszott döntők
Az 1955/1956-os debütálás óta a holland klubcsapatok eddig összesen 27 döntőt játszottak, legtöbbet olasz ellenfelek ellen. Ezek nagyrészét sikerült is megnyerniük, pontosan 17 döntőt. Ezért is tartoznak az európai klublabdarúgás legsikeresebb nemzetei közé. Jelenleg csupán a spanyol, olasz, angol és német klubcsapatok sikeresebbek. Ezen sikerek nagyrészét a 70-es évekbeli aranykorszaknak lehet köszönni amikor is összesen 9 tornagyőzelmük lett.
A legsikeresebb holland klubcsapat az AFC Ajax. A 17 tornagyőzelemből 11 az amszterdami csapat számlájára írható.
Ahogy mindenki más akik szerepeltek már döntőkben, a holland klubcsapatok is vesztettek el döntőket. Ebben is az Ajax a "legsikeresebb". A 10 elvesztett döntőből ők 5 alkalommal maradtak alul.
- Végeredményekː

- Helyszínekː

- Kupákː

| #   | Szezon  | Kupa                    | Dátum                | Helyszín     | Mérkőzések                    | Végeredmény           | Holland csapatok gólszerzői                                                   |
| --- | ------- | ----------------------- | -------------------- | ------------ | ----------------------------- | --------------------- | ----------------------------------------------------------------------------- |
| 1.  | 1968-69 | BEK                     | 1969. május 28.      | Madrid       | AC Milan – AFC Ajax           | 4-1                   | Velibor Vasović                                                               |
| 2.  | 1969-70 | BEK                     | 1970. május 6.       | Milánó       | Feyenoord – Celtic FC         | 2-1 (h.u.)            | Rinus Israël, Ove Kindvall                                                    |
| 3.  | 1970    | Interkontinentális kupa | 1970. augusztus 26.  | Buenos Aires | Estudiantes – Feyenoord       | 2-2                   | Henk Wery, Ove Kindvall                                                       |
| 3.  | 1970    | Interkontinentális kupa | 1970. szeptember 9.  | Rotterdam    | Feyenoord – Estudiantes       | 1-0                   | Joop van Daele                                                                |
| 4.  | 1970-71 | BEK                     | 1971. június 2.      | London       | AFC Ajax – Panathinaikos      | 2-0                   | Dick van Dijk, Arie Haan                                                      |
| 5.  | 1971-72 | BEK                     | 1972. május 31.      | Rotterdam    | AFC Ajax – Internazionale     | 2-0                   | Johan Cruijff (2x)                                                            |
| 6.  | 1972    | Interkontinentális kupa | 1972. szeptember 6.  | Avellaneda   | Independiente – AFC Ajax      | 1-1                   | Johan Cruijff                                                                 |
| 6.  | 1972    | Interkontinentális kupa | 1972. szeptember 28. | Rotterdam    | AFC Ajax – Independiente      | 3-0                   | Johan Neeskens, Johnny Rep, Piet Keizer                                       |
| 7.  | 1972    | UEFA-Szuperkupa         | 1973. január 16.     | Glasgow      | Glasgow Rangers – AFC Ajax    | 1-3                   | Johnny Rep, Johan Cruijff, Arie Haan                                          |
| 7.  | 1972    | UEFA-Szuperkupa         | 1973. január 24.     | Amszterdam   | AFC Ajax – Glasgow Rangers    | 3-2                   | Arie Haan, Gerrie Mühren, Johan Cruijff                                       |
| 8.  | 1972-73 | BEK                     | 1973. május 30.      | Belgrád      | AFC Ajax – Juventus FC        | 1-0                   | Johnny Rep                                                                    |
| 9.  | 1973    | UEFA-Szuperkupa         | 1974. január 9.      | Milánó       | AC Milan – AFC Ajax           | 1-0                   | -                                                                             |
| 9.  | 1973    | UEFA-Szuperkupa         | 1974. január 16.     | Amszterdam   | AFC Ajax – AC Milan           | 6-0                   | Jan Mulder, Piet Keizer, Johan Neeskens, Johnny Rep, Gerrie Mühren, Arie Haan |
| 10. | 1973-74 | UEFA-Kupa               | 1974. május 21.      | London       | Tottenham – Feyenoord         | 2-2                   | Willem van Hanegem, Theo de Jong                                              |
| 10. | 1973-74 | UEFA-Kupa               | 1974. május 29.      | Rotterdam    | Feyenoord – Tottenham         | 2-0                   | Wim Rijsbergen, Peter Ressel                                                  |
| 11. | 1974-75 | UEFA-Kupa               | 1975. május 7.       | Düsseldorf   | Mönchengladbach – FC Twente   | 0-0                   | -                                                                             |
| 11. | 1974-75 | UEFA-Kupa               | 1975. május 21.      | Enschede     | FC Twente – Mönchengladbach   | 1-5                   | Epi Drost                                                                     |
| 12. | 1977-78 | UEFA-Kupa               | 1978. április 26.    | Bastia       | SC Bastia – PSV Eindhoven     | 0-0                   | -                                                                             |
| 12. | 1977-78 | UEFA-Kupa               | 1978. május 9.       | Eindhoven    | PSV Eindhoven – SC Bastia     | 3-0                   | Willy van de Kerkhof, Gerrie Deykers, Willy van der Kuijlen                   |
| 13. | 1980-81 | UEFA-Kupa               | 1981. május 6.       | Ipswich      | Ipswich Town – AZ Alkmaar     | 3-0                   | -                                                                             |
| 13. | 1980-81 | UEFA-Kupa               | 1981. május 20.      | Alkmaar      | AZ Alkmaar – Ipswich Town     | 4-2                   | Kurt Welzl, John Metgod, Pier Tol, Jos Jonker                                 |
| 14. | 1986-87 | KEK                     | 1987. május 13.      | Athén        | AFC Ajax – Lokomotive Leipzig | 1-0                   | Marco van Basten                                                              |
| 15. | 1987    | UEFA-Szuperkupa         | 1987. november 24.   | Amszterdam   | AFC Ajax – FC Porto           | 0-1                   | -                                                                             |
| 15. | 1987    | UEFA-Szuperkupa         | 1988. január 13.     | Porto        | FC Porto – AFC Ajax           | 1-0                   | -                                                                             |
| 16. | 1987-88 | KEK                     | 1988. május 11.      | Strasbourg   | KV Mechelen – AFC Ajax        | 1-0                   | -                                                                             |
| 17. | 1987-88 | BEK                     | 1988. május 25.      | Stuttgart    | PSV Eindhoven – Benfica       | 0-0 (6-5 büntetőkkel) | -                                                                             |
| 18. | 1988    | Interkontinentális kupa | 1988. december 11.   | Tokió        | Nacional – PSV Eindhoven      | 2-2 (7-6 büntetőkkel) | Romário, Ronald Koeman                                                        |
| 19. | 1988    | UEFA-Szuperkupa         | 1989. február 1.     | Mechelen     | KV Mechelen – PSV Eindhoven   | 3-0                   | -                                                                             |
| 19. | 1988    | UEFA-Szuperkupa         | 1989. február 8.     | Eindhoven    | PSV Eindhoven – KV Mechelen   | 1-0                   | Ronald Koeman                                                                 |
| 20. | 1991-92 | UEFA-Kupa               | 1992. április 29.    | Torino       | Torino FC – AFC Ajax          | 2-2                   | Wim Jonk, Stefan Pettersson                                                   |
| 20. | 1991-92 | UEFA-Kupa               | 1992. május 13.      | Amszterdam   | AFC Ajax – Torino FC          | 0-0                   | -                                                                             |
| 21. | 1994-95 | BL                      | 1995. május 24.      | Bécs         | AFC Ajax – AC Milan           | 1-0                   | Patrick Kluivert                                                              |
| 22. | 1995    | Interkontinentális kupa | 1995. november 28.   | Tokió        | AFC Ajax – Grémio             | 0-0 (4-3 büntetőkkel) | -                                                                             |
| 23. | 1995    | UEFA-Szuperkupa         | 1996. február 6.     | Zaragoza     | Real Zaragoza – AFC Ajax      | 1-1                   | Patrick Kluivert                                                              |
| 23. | 1995    | UEFA-Szuperkupa         | 1996. február 28.    | Amszterdam   | AFC Ajax – Real Zaragoza      | 4-0                   | Finidi George, Winston Bogarde, Danny Blind (2x)                              |
| 24. | 1995-96 | BL                      | 1996. május 22.      | Róma         | Juventus FC – AFC Ajax        | 1-1 (4-2 büntetőkkel) | Jari Litmanen                                                                 |
| 25. | 2001-02 | UEFA-Kupa               | 2002. május 8.       | Rotterdam    | Feyenoord – BVB Dortmund      | 3-2                   | Pierre van Hooijdonk (2x), Jon Dahl Tomasson                                  |
| 26. | 2002    | UEFA-Szuperkupa         | 2002. augusztus 30.  | Monaco       | Real Madrid – Feyenoord       | 3-1                   | Pierre van Hooijdonk                                                          |
| 27. | 2016-17 | Európa Liga             | 2017. május 24.      | Stockholm    | Manchester United – AFC Ajax  | 2-0                   | -                                                                             |

## UEFA-rangsor

### Bajnokság
A mai UEFA-ranglistán a bajnokságok a pontjaikat minden szezonban saját klubcsapataik által a nemzetközi tornákon elért pontszámaikból számítják ki. A szezon végén az összes kupában induló csapat pontszámát összeadják és az összeget elosztják a klubcsapatok számával. Így jön ki az együttható amit a szezon végén megkap a bajnokság. A bajnokságok összpontszáma – ami által el van készítve a ranglista – pedig mindig az utolsó 5 szezonban szerzett együtthatók összege alapján számítják ki.
Ezt a ranglistát az UEFA az 1998/1999-es szezonban kezdte el. Így az első igazi ranglista 5 szezon után, a 2002/2003-as szezonban jött létre.
A holland bajnokság eddigi legjobb helyezése a ranglistán a 7. hely volt, ahol a 2004/2005-ös szezonban zárt és a következő szezonban pedig megtartotta. Eddig a legtöbb pontot pedig a 2011/2012-es szezonban szedték össze. Az akkori nemzetközi tornákon induló 5 klubcsapat összesen 13.600 pontot szerzett meg amivel abban a szezonban a 4. legsikeresebb bajnokság volt.
Ezen fajta ranglista kezdete óta csak két holland csapat – az AFC Ajax és a PSV Eindhoven – tudott minden szezonban indulni valamelyik nemzetközi tornán és pontokat gyűjteni az Eredivisie-nek is.
| Szezonok    | Bajnokság  | Csapatok száma | Pontszám | Együttható | Összpontszám | Helyezés |
| ----------- | ---------- | -------------- | -------- | ---------- | ------------ | -------- |
| 1998 / 1999 | Eredivisie | 6              | 29       | 4.833      | 4.833        | -        |
| 1999 / 2000 | Eredivisie | 6              | 37.5     | 6.250      | 11.083       | -        |
| 2000 / 2001 | Eredivisie | 6              | 36.5     | 6.083      | 17.166       | -        |
| 2001 / 2002 | Eredivisie | 6              | 61       | 10.166     | 27.332       | -        |
| 2002 / 2003 | Eredivisie | 6              | 37       | 6.166      | 33.498       | 8.       |
| 2003 / 2004 | Eredivisie | 6              | 32.5     | 5.416      | 34.081       | 8.       |
| 2004 / 2005 | Eredivisie | 6              | 72       | 12.000     | 39.831       | 7.       |
| 2005 / 2006 | Eredivisie | 6              | 45.5     | 7.583      | 41.331       | 7.       |
| 2006 / 2007 | Eredivisie | 6              | 57.5     | 8.214      | 39.379       | 8.       |
| 2007 / 2008 | Eredivisie | 6              | 30       | 5.000      | 38.213       | 9.       |
| 2008 / 2009 | Eredivisie | 6              | 38       | 6.333      | 39.130       | 8.       |
| 2009 / 2010 | Eredivisie | 6              | 56.5     | 9.416      | 36.546       | 10.      |
| 2010 / 2011 | Eredivisie | 6              | 67       | 11.166     | 40.129       | 9.       |
| 2011 / 2012 | Eredivisie | 5              | 68       | 13.600     | 45.515       | 8.       |
| 2012 / 2013 | Eredivisie | 7              | 29.5     | 4.214      | 44.729       | 9.       |
| 2013 / 2014 | Eredivisie | 6              | 35.5     | 5.916      | 44.312       | 8.       |
| 2014 / 2015 | Eredivisie | 6              | 36.5     | 6.083      | 40.979       | 9.       |
| 2015 / 2016 | Eredivisie | 6              | 34.5     | 5.750      | 35.563       | 10.      |
| 2016 / 2017 | Eredivisie | 5              | 45.5     | 9.100      | 31.063       | 13.      |
| 2017 / 2018 | Eredivisie | 5              | 14.5     | 2.900      | 29.749       | 14.      |
| 2018 / 2019 | Eredivisie | 5              | 43       | 8.600      | 32.433       | 11.      |
| 2019 / 2020 | Eredivisie | 5              | 47       | 9.400      | 35.750       | 10.      |
| 2020 / 2021 | Eredivisie | 5              | 46       | 9.200      | 39.200       | 7.       |

### Csapatok
Ahogy a bajnokságoknak, úgy a klubcsapatoknak is megvan – mindig az utolsó 5 szezon alapján – a ranglistájuk az UEFA-nál. A csapatok itt a tornákon való eredményeik (győzelem-döntetlen-vereség, bónuszok) után kapják a pontokat.
A jelenlegi listán – amelyet a 2016-17-es szezon végeztével állítottak össze – összesen 12 holland klubcsapat szerepel. Az ADO Den Haag csapata ismeretlen okból nincs rajta.
Az utolsó 5 teljes szezon alapján megírt listán az AFC Ajax csapata van legelöl a holland csapatok közül, mögöttük lemaradva pedig következik a PSV Eindhoven. A tavalyi listához képest csupán 2 csapat – az AFC Ajax és a Feyenoord – tudott javítani, a Heracles Almelo maradt ugyanott és a többiek pedig rontottak a helyezésükön. Összesen 4 holland csapat van jelenleg a Top100-ban.
| Helyezés | Változás | Csapat          | 2013–14 | 2014–15 | 2015–16 | 2016–17 | 2017–18 | Együttható |
| -------- | -------- | --------------- | ------- | ------- | ------- | ------- | ------- | ---------- |
| 31.      | -5       | AFC Ajax        | 10.000  | 14.000  | 6.000   | 22.000  | 1.500   | 53.500     |
| 40.      | +2       | PSV Eindhoven   | 5.000   | 6.000   | 18.000  | 6.000   | 1.000   | 36.000     |
| 58.      | +7       | AZ Alkmaar      | 16.000  | -       | 3.000   | 6.000   | -       | 25.000     |
| 68.      | +21      | Feyenoord       | 1.500   | 9.000   | -       | 5.000   | 6.000   | 21.500     |
| 139.     | −62      | Twente Enschede | 4.842   | 1.183   | 2.716   | 1.150   | 1.820   | 11.712     |
| 170.     | −7       | Vitesse Arnhem  | 1.842   | 2.183   | 1.216   | 2.150   | 1.820   | 9.212      |
| 174.     | −5       | FC Groningen    | 0.842   | 1.183   | 1.716   | 3.150   | 1.820   | 8.712      |
| 186.     | −5       | PEC Zwolle      | 0.842   | 1.183   | 2.716   | 1.150   | 1.820   | 7.712      |
| 187.     | −5       | SC Heerenveen   | 2.342   | 1.183   | 1.216   | 1.150   | 1.820   | 7.712      |
| 196.     | —        | Heracles Almelo | 0.842   | 1.183   | 1.216   | 1.150   | 2.820   | 7.212      |
| 207.     | −6       | FC Utrecht      | 0.842   | 1.683   | 1.216   | 1.150   | 1.820   | 6.712      |
| 216.     | −11      | Go Ahead Eagles | 0.842   | 1.183   | 1.216   | 1.400   | 1.820   | 6.462      |
| ???      |          | ADO Den Haag    | 0.842   | 1.183   | 1.216   | 1.150   | ???     | ???        |

## Legeredményesebbek
utolsó beírt szezonː 2019/2020

### Klubcsapatok
| No. | KLUBCSAPATOK    | Bajnokok Ligája* | Bajnokok Ligája* | KEK      | KEK       | Európa Liga** | Európa Liga** | Szuperkupa | Szuperkupa | Klubvilágbajnokság*** | Klubvilágbajnokság*** | ÖSSZESEN | ÖSSZESEN  |
| No. | KLUBCSAPATOK    | Győzelem         | Ezüstérem        | Győzelem | Ezüstérem | Győzelem      | Ezüstérem     | Győzelem   | Ezüstérem  | Győzelem              | Ezüstérem             | Győzelem | Ezüstérem |
| --- | --------------- | ---------------- | ---------------- | -------- | --------- | ------------- | ------------- | ---------- | ---------- | --------------------- | --------------------- | -------- | --------- |
| 01. | AFC Ajax        | 4                | 2                | 1        | 1         | 1             | 1             | 3          | 1          | 2                     | 0                     | 11       | 5         |
| 02. | Feyenoord       | 1                | 0                | 0        | 0         | 2             | 0             | 0          | 1          | 1                     | 0                     | 4        | 1         |
| 03. | PSV Eindhoven   | 1                | 0                | 0        | 0         | 1             | 0             | 0          | 1          | 0                     | 1                     | 2        | 2         |
| 04. | Twente Enschede | 0                | 0                | 0        | 0         | 0             | 1             | 0          | 0          | 0                     | 0                     | 0        | 1         |
| -   | AZ Alkmaar      | 0                | 0                | 0        | 0         | 0             | 1             | 0          | 0          | 0                     | 0                     | 0        | 1         |

* A Bajnokcsapatok Európa-kupája is idetartozik

** A Vásárvárosok-kupája és az UEFA-kupa is idetartozik

*** Az interkontinentális kupa is idetartozik

### Játékosok
Íme azon játékosok listája akik karrierjük során holland klubcsapat játékosaként megnyertek legalább 1 nemzetközi kupát. De csak azon játékosok vannak itt feltüntetve akik a megnyert kupában legalább egyszer pályára léptek. Azok akik a keret tagjaként nem kaptak lehetőséget a kupában, ők nem kerültek fel a listára.
Jelenleg összesen 146 játékos ért el sikert holland csapattal. Ezen játékosok összesen 22 nemzetből valóak. Egyiküknek sem sikerült két különböző csapattal kupát nyernie. Csupán egy játékos van jelenleg aki már megnyerte az összes nemzetközi kupát. Ő az AFC Ajax holland védője, Danny Blind. De ő még így sem tartozik a legsikeresebb játékosok közé, mivel az AFC Ajax 70-es évekbeli aranycsapatának 9 játékosa 6 kupagyőzelemmel büszkélkedhet.
Tehát a következő listán az eddigi 3 sikeres holland csapat – az AFC Ajax, a Feyenoord és a PSV Eindhoven – azon játékosai szerepelnek akikkel az eddigi sikereiket elérték.
* A Bajnokcsapatok Európa-kupája is idetartozik

** A Vásárvárosok-kupája és az UEFA-kupa is idetartozik

*** Az interkontinentális kupa is idetartozik

### Edzők
Mint már említettük, a holland klubcsapatok eddig összesen 27 alkalommal jutottak döntőbe történetük során. Ezt 13 különböző edző irányítása alatt érték el. Közülük 10 edző sikert is elért csapatával. A legtöbb sikert a holland Louis van Gaal és a román Kovács István érte el. Mindketten 4-4 tornát nyertek meg és mindketten az AFC Ajax csapata edzőjeként. Van Gaal annyival sikeresebb, hogy ő még egy ezüstérmet is szerzett szintén az Ajax-al. Viszont a legrangosabb európai kupasorozatból (BEK / BL) pedig Kovács István nyerte meg eddig a legtöbbet.
| No. | EDZŐK            | CSAPAT(ok)          | Bajnokok Ligája* | Bajnokok Ligája* | KEK      | KEK       | Európa Liga** | Európa Liga** | Szuperkupa | Szuperkupa | Klubvilágbajnokság*** | Klubvilágbajnokság*** | ÖSSZESEN | ÖSSZESEN  |
| No. | EDZŐK            | CSAPAT(ok)          | Győzelem         | Ezüstérem        | Győzelem | Ezüstérem | Győzelem      | Ezüstérem     | Győzelem   | Ezüstérem  | Győzelem              | Ezüstérem             | Győzelem | Ezüstérem |
| --- | ---------------- | ------------------- | ---------------- | ---------------- | -------- | --------- | ------------- | ------------- | ---------- | ---------- | --------------------- | --------------------- | -------- | --------- |
| 01. | Louis van Gaal   | AFC Ajax            | 1                | 1                | 0        | 0         | 1             | 0             | 1          | 0          | 1                     | 0                     | 4        | 1         |
| 02. | Kovács István    | AFC Ajax            | 2                | 0                | 0        | 0         | 0             | 0             | 1          | 0          | 1                     | 0                     | 4        | 0         |
| 03. | Ernst Happel     | Feyenoord           | 1                | 0                | 0        | 0         | 0             | 0             | 0          | 0          | 1                     | 0                     | 2        | 0         |
| 04. | Guus Hiddink     | PSV Eindhoven       | 1                | 0                | 0        | 0         | 0             | 0             | 0          | 1          | 0                     | 1                     | 1        | 2         |
| 05. | Bert van Marwijk | Feyenoord           | 0                | 0                | 0        | 0         | 1             | 0             | 0          | 1          | 0                     | 0                     | 1        | 1         |
| -   | Rinus Michels    | AFC Ajax            | 1                | 1                | 0        | 0         | 0             | 0             | 0          | 0          | 0                     | 0                     | 1        | 1         |
| -   | Johan Cruijff    | AFC Ajax            | 0                | 0                | 1        | 0         | 0             | 0             | 0          | 1          | 0                     | 0                     | 1        | 1         |
| 08. | George Knobel    | AFC Ajax            | 0                | 0                | 0        | 0         | 0             | 0             | 1          | 0          | 0                     | 0                     | 1        | 0         |
| -   | Wiel Coerver     | Feyenoord           | 0                | 0                | 0        | 0         | 1             | 0             | 0          | 0          | 0                     | 0                     | 1        | 0         |
| -   | Kees Rijvers     | PSV Eindhoven       | 0                | 0                | 0        | 0         | 1             | 0             | 0          | 0          | 0                     | 0                     | 1        | 0         |
| 11. | Spitz Kohn       | FC Twente, AFC Ajax | 0                | 0                | 0        | 1         | 0             | 1             | 0          | 0          | 0                     | 0                     | 0        | 2         |
| 12. | Georg Keßler     | AZ Alkmaar          | 0                | 0                | 0        | 0         | 0             | 1             | 0          | 0          | 0                     | 0                     | 0        | 1         |
| -   | Peter Bosz       | AFC Ajax            | 0                | 0                | 0        | 0         | 0             | 1             | 0          | 0          | 0                     | 0                     | 0        | 1         |

* A Bajnokcsapatok Európa-kupája is idetartozik

** A Vásárvárosok-kupája és az UEFA-kupa is idetartozik

*** Az interkontinentális kupa is idetartozik

## Részvételek a tornákon
utolsó beírt szezon: 2018/2019
Íme egy táblázatban az összes csapat akik eddig képviselték Hollandiát a nemzetközi tornákon. Eddig összesen 22 csapat képviselte hazáját. Legtöbbször az AFC Ajax csapata indult a nemzetközi tornákon eddig. Összesen 72 alkalommal indult el ezen tornákon, ebből 64-szer bejutott a főtáblára és 8-szor csupán a selejtezőkig jutott el.
Ezen táblázat sorrendje a főtáblára jutás alapján van összeállítva. Azon csapatoknál amelyek ugyanannyi alkalommal voltak főtáblán, ott a selejtezők száma dönt.
| No. | KLUBCSAPATOK          | Bajnokok Ligája* | Bajnokok Ligája* | KEK     | KEK       | Európa Liga** | Európa Liga** | Szuperkupa**** | Klubvilágbajnokság*** | Klubvilágbajnokság*** | ÖSSZESEN | ÖSSZESEN  |
| No. | KLUBCSAPATOK          | Főtábla          | Selejtező        | Főtábla | Selejtező | Főtábla       | Selejtező     | Főtábla        | Főtábla               | Selejtező             | Főtábla  | Selejtező |
| --- | --------------------- | ---------------- | ---------------- | ------- | --------- | ------------- | ------------- | -------------- | --------------------- | --------------------- | -------- | --------- |
| 01. | AFC Ajax              | 28x              | 7x               | 5x      | 0x        | 24x           | 1x            | 4x             | 4x                    | 0x                    | 65x      | 8x        |
| 02. | PSV Eindhoven         | 26x              | 1x               | 5x      | 0x        | 22x           | 1x            | 1x             | 1x                    | 0x                    | 55x      | 2x        |
| 03. | Feyenoord             | 13x              | 4x               | 5x      | 0x        | 23x           | 4x            | 1x             | 1x                    | 0x                    | 43x      | 8x        |
| 04. | Twente Enschede       | 1x               | 3x               | 2x      | 0x        | 19x           | 1x            | 0x             | 0x                    | 0x                    | 22x      | 4x        |
| 05. | FC Utrecht            | 0x               | 1x               | 1x      | 0x        | 17x           | 2x            | 0x             | 0x                    | 0x                    | 18x      | 3x        |
| 06. | AZ Alkmaar            | 2x               | 0x               | 2x      | 0x        | 11x           | 2x            | 0x             | 0x                    | 0x                    | 15x      | 2x        |
| 07. | Vitesse Arnhem        | 0x               | 0x               | 0x      | 0x        | 10x           | 4x            | 0x             | 0x                    | 0x                    | 10x      | 4x        |
| 08. | Roda Kerkrade         | 1x               | 0x               | 3x      | 0x        | 6x            | 0x            | 0x             | 0x                    | 0x                    | 10x      | 0x        |
| 09. | FC Groningen          | 0x               | 0x               | 1x      | 0x        | 8x            | 1x            | 0x             | 0x                    | 0x                    | 9x       | 1x        |
| -   | SC Heerenveen         | 1x               | 0x               | 1x      | 0x        | 7x            | 1x            | 0x             | 0x                    | 0x                    | 9x       | 1x        |
| 11. | Sparta Rotterdam      | 1x               | 0x               | 2x      | 1x        | 3x            | 0x            | 0x             | 0x                    | 0x                    | 6x       | 1x        |
| 12. | ADO Den Haag          | 0x               | 0x               | 4x      | 0x        | 1x            | 1x            | 0x             | 0x                    | 0x                    | 5x       | 1x        |
| 13. | Door Wilskracht Sterk | 1x               | 0x               | 0x      | 0x        | 3x            | 0x            | 0x             | 0x                    | 0x                    | 4x       | 0x        |
| 14. | Willem Tilburg        | 1x               | 0x               | 0x      | 1x        | 2x            | 0x            | 0x             | 0x                    | 0x                    | 3x       | 1x        |
| -   | NAC Breda             | 0x               | 0x               | 2x      | 0x        | 1x            | 1x            | 0x             | 0x                    | 0x                    | 3x       | 1x        |
| 16. | NEC Nijmegen          | 0x               | 0x               | 1x      | 0x        | 2x            | 0x            | 0x             | 0x                    | 0x                    | 3x       | 0x        |
| 17. | Fortuna Sittard       | 0x               | 0x               | 2x      | 0x        | 0x            | 0x            | 0x             | 0x                    | 0x                    | 2x       | 0x        |
| 18. | Go Ahead Eagles       | 0x               | 0x               | 1x      | 0x        | 0x            | 1x            | 0x             | 0x                    | 0x                    | 1x       | 1x        |
| 19. | FC Amsterdam          | 0x               | 0x               | 0x      | 0x        | 1x            | 0x            | 0x             | 0x                    | 0x                    | 1x       | 0x        |
| -   | HFC Haarlem           | 0x               | 0x               | 0x      | 0x        | 1x            | 0x            | 0x             | 0x                    | 0x                    | 1x       | 0x        |
| 21. | PEC Zwolle            | 0x               | 0x               | 0x      | 0x        | 0x            | 1x            | 0x             | 0x                    | 0x                    | 0x       | 1x        |
| -   | Heracles Almelo       | 0x               | 0x               | 0x      | 0x        | 0x            | 1x            | 0x             | 0x                    | 0x                    | 0x       | 1x        |

* A Bajnokcsapatok Európa-kupája is idetartozik

** A Vásárvárosok-kupája és az UEFA-kupa is idetartozik

*** Az interkontinentális kupa is idetartozik

**** A Szuperkupában nincs selejtező

## Játékosstatisztikɑ

### Eddigi legtöbb gólt szerző játékosok
utolsó beírt szezonː 2016/2017
Ebben a táblázatban azon játékosok szerepelnek, akik pályafutásuk alatt a legtöbb gólt (legalább 15-öt) szerezték a nemzetközi tornákon holland klubcsapatok játékosaként. A jelenlegi góllövőlistát a PSV Eindhoven volt holland középpályása, Willy van der Kuijlen vezeti a maga 29 góljával. Mindet a PSV játékosaként szerezte, ahol az 1960-as évek közepétől a 80-as évek elejéig játszott.
Minden játékos neve mellett azon holland klubcsapatok nevei találhatók amelyekben gólt szerzett valamelyik tornán, viszont a mérkőzések száma közé pedig minden holland csapatban lejátszott mérkőzés bele van számítva.
| Helyezés | Játékos               | Csapat(ok)           | Bajnokok Ligája* | KEK | Európa Liga** | Szuperkupa | Klub-VB*** | GÓLOK SZÁMA | Mérkőzések száma | Gólarány |
| -------- | --------------------- | -------------------- | ---------------- | --- | ------------- | ---------- | ---------- | ----------- | ---------------- | -------- |
| 1        | Willy van der Kuijlen | PSV                  | 10               | 11  | 8             |            |            | 29          | 58               | 0,5      |
| 2        | Johan Cruyff          | Ajax, Feyenoord      | 19               |     | 5             | 2          | 1          | 27          | 57               | 0,47     |
| 3        | Jari Litmanen         | Ajax                 | 20               | 4   | 2             |            |            | 26          | 56               | 0,46     |
| 4        | Lex Schoenmaker       | Feyenoord, ADO       | 8                | 6   | 11            |            |            | 25          | 33               | 0,76     |
| 5        | Ruud Geels            | Feyenoord, Ajax, PSV | 9                |     | 15            |            |            | 24          | 28               | 0,86     |
| 6        | Willem van Hanegem    | Feyenoord, AZ        | 10               |     | 10            |            |            | 20          | 51               | 0,39     |
| 7        | Jan Jeuring           | Twente               |                  |     | 19            |            |            | 19          | 32               | 0,59     |
| 7        | Shota Arveladze       | Ajax, AZ             |                  |     | 19            |            |            | 19          | 33               | 0,57     |
| 9        | Sjaak Swart           | Ajax                 | 12               |     | 6             |            |            | 18          | 59               | 0,3      |
| 10       | Harry Lubse           | PSV                  | 6                | 5   | 6             |            |            | 17          | 39               | 0,43     |
| 10       | Søren Lerby           | Ajax, PSV            | 14               | 1   | 2             |            |            | 17          | 48               | 0,35     |
| 10       | Klaas-Jan Huntelaar   | SC Heerenveen, Ajax  | 1                |     | 16            |            |            | 17          | 28               | 0,61     |
| 13       | Romário               | PSV                  | 15               |     |               |            | 1          | 16          | 22               | 0,73     |

* A Bajnokcsapatok Európa-kupája is idetartozik

** A Vásárvárosok-kupája és az UEFA-kupa is idetartozik

*** Az interkontinentális kupa is idetartozik

### Teljes góllövőlistɑ
utolsó beírt szezonː 2017/2018
Íme a teljes góllövőlista. A listán azon játékosok szerepelnek akik karrierjük során holland klubcsapat játékosaként gólt lőttek bármely nemzetközi torna főtábláján. A selejtezőkben szerzett gólok nem tartoznak ide.
Az 1956/1957-es szezonban lejátszott első mérkőzés óta már több mint 670 különböző játékos szerzett gólt holland klubcsapat játékosaként. A vártnak megfelelően az eddigi legtöbb játékos az AFC Ajax csapatából lőtt gólt, több mint 150-en.
Olyan játékos még nincs aki minden tornán betalált volna. Ebben a rekordot a két holland labdarúgó Johan Cruyff és Ronald Koeman tartják, ők mindketten 4-4 különböző tornán is gólt szereztek.
Minden játékos neve mellett azon holland klubcsapatok nevei találhatók amelyekben gólt szerzett valamelyik tornán. Jelenleg 5 olyan játékos van a listán akik már 3 különböző csapatban is szereztek gólt a tornákon.

### Gólkirályok a tornákon

#### BEK / BL
A legrangosabb európai kupasorozat eddigi szezonjai során 6 olyan gólkirály született akik holland klubcsapatban érték el ezt a teljesítményt. Az utolsó ilyen szezon az 1995/96-os kiírás volt. Ebben a sorozatban van eddig az egyetlen olyan játékos aki holland csapatban szerepelve 2 alkalommal is a lista legelején végzett. Ez a játékos a brazil szupersztár, Romário volt aki a PSV Eindhoven játékosaként érte el ezt a teljesítményt. Az elsőt még a Bajnokok ligája elődjében a BEK-ben, a másodikat pedig már a BL-ben érte el.
Ezt az eddigi öt játékost Hollandia 3 legsikeresebb csapata adta. Az AFC Ajax 3 különböző játékost, a Feyenoord 1 játékost és a PSV is 1 játékost adott.
Közülük a legtöbb gólt egy szezon alatt az Ajax dán támadója, Søren Lerby szerezte az 1979/1980-as szezonban. Összesen 10 gólt.
| Szezonok    | Játékosok       | Csapat        | Mérkőzések sz. | Gólok száma |
| ----------- | --------------- | ------------- | -------------- | ----------- |
| 1969 / 1970 | Ove Kindvall *  | Feyenoord     | 9              | 7           |
| 1971 / 1972 | Johan Cruijff * | AFC Ajax      | 9              | 5           |
| 1979 / 1980 | Søren Lerby     | AFC Ajax      | 8              | 10          |
| 1989 / 1990 | Romário *       | PSV Eindhoven | 4              | 6           |
| 1992 / 1993 | Romário         | PSV Eindhoven | 9              | 7           |
| 1995 / 1996 | Jari Litmanen   | AFC Ajax      | 10             | 9           |

* Nem egyedül lett gólkirály

#### EL és elődei
A tornákat összehasonlítva az eddigi legtöbb alkalommal az EL-ben és elődeiben sikerült holland klubcsapatnak gólkirályt adnia, összesen 7 alkalommal. Mindezt különböző játékosoknak lehet köszönni. A legtöbbjük a holland foci aranykorszakában, a 70-es években érte el ezt a teljesítményt, pontosan 4-en. Ezen hét játékos 4 különböző csapatban szerezte meg e címet.
Közülük a legtöbb gólt a Twente holland játékosa, Jan Jeuring szerezte, összesen 12 gólt.
| Szezonok    | Játékosok            | Csapat        | Mérkőzések sz. | Gólok száma |
| ----------- | -------------------- | ------------- | -------------- | ----------- |
| 1972 / 1973 | Jan Jeuring *        | Twente        | 10             | 12          |
| 1973 / 1974 | Lex Schoenmaker      | Feyenoord     | 11             | 9           |
| 1975 / 1976 | Ruud Geels           | AFC Ajax      | 6              | 11          |
| 1977 / 1978 | Gerrie Deijkers *    | PSV Eindhoven | 12             | 8           |
| 1997 / 1998 | Shota Arveladze *    | AFC Ajax      | 8              | 7           |
| 2001 / 2002 | Pierre van Hooijdonk | Feyenoord     | 8              | 8           |
| 2003 / 2004 | Mateja Kežman *      | PSV Eindhoven | 6              | 6           |

* Nem egyedül lett gólkirály

#### KEK
A kupagyőztesek nemzetközi tornáján összesen 3 alkalommal zárult olyan szezon amikor valamelyik holland klubcsapat adta a gólkirályt. Mindhárom gólkirály más csapatból került ki és mindhárman holland játékosok voltak.
A legtöbb gólt a PSV Eindhoven játékosa, Willy van der Kuijlen és az AFC Ajax játékosa, John Bosman szerezte. Mindketten 8-8 gólt lőttek.
| Szezonok    | Játékosok             | Csapat        | Mérkőzések sz. | Gólok száma |
| ----------- | --------------------- | ------------- | -------------- | ----------- |
| 1974 / 1975 | Willy van der Kuijlen | PSV Eindhoven | 8              | 8           |
| 1977 / 1978 | Ab Gritter *          | Twente        | 8              | 6           |
| 1986 / 1987 | John Bosman           | AFC Ajax      | 7              | 8           |

* Nem egyedül lett gólkirály

### Aranylabdɑ
Jelenleg csupán egy olyan játékos van a győztesek között aki holland csapat játékosaként nyerte meg az aranylabdát. Ez a játékos a holland világsztár Johan Cruijff volt, aki az Ajax játékosaként 1971-ben nyerte el a díjat. Két év múlva – 1973-ban – is megnyerte ezen díjat de hivatalosan már más klub játékosaként, mivel az őszi szezont még az Ajax-ban játszotta de tavaszra már a spanyol FC Barcelona játékosa lett.
| Év   | Játékosok     | Csapat                   |
| ---- | ------------- | ------------------------ |
| 1971 | Johan Cruijff | AFC Ajax                 |
| 1973 | Johan Cruijff | AFC Ajax és FC Barcelona |

## Rekordok és jubileumok

### Rekordok

#### Pozitív rekordok
- Legnagyobb arányú győzelem: 14:0 (AFC Ajax – Red Boys Differdange, UEFA-Kupa 1984-85)

#### Negatív rekordok
- Legnagyobb arányú vereség: 0ː6 (Go Ahead Eagles – Celtic Glasgow, KEK 1965-66) és 7ː1 (FC Barcelona – FC Utrecht, Vásárvárosok-kupája 1965-66)